# Galaxy Store
Galaxy Store (in precedenza Samsung Galaxy Store; Samsung Galaxy Apps fino al 19 febbraio 2019; ancora prima Samsung Apps) è un negozio digitale di giochi e applicazioni per smartphone, tablet e smartwatch sviluppato da Samsung Electronics a partire dal settembre 2009.

## Storia

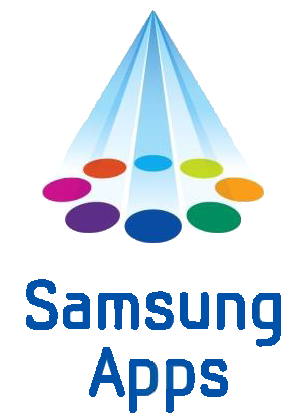
ll primo logo di Samsung Apps utilizzati dal 2009 al 2012

Prima versione del Samsung Galaxy Apps

Seconda ed ultima versione del logo di Samsung Galaxy Apps

Samsung Galaxy Store è stato introdotto come app-shop su dispositivi Omnia il 14 settembre 2009. Il 22 settembre 2010, Samsung ha annunciato che, dopo un anno di esistenza, ha superato i 10 milioni di download in Europa. Il 24 marzo 2011, Samsung Apps aveva 13.000 applicazioni ed ha ricevuto 100 milioni di download. Solo Germania, Francia e Spagna rappresentano da sole il 40% dei download.
I contenuti a pagamento sono stati introdotti il 14 settembre 2009. Nel 2011 è stato effettuato il 100.000.000 download. Il 1º luglio 2014 per i Samsung Galaxy il servizio è stato rinominato in Samsung Galaxy Apps, stilizzato inizialmente come Samsung GALAXY Apps e in seguito SAMSUNG Galaxy Apps.
Nel 2011 secondo Yvonne Birkel del team PR di Samsung, sono disponibili 11.750 app per il sistema operativo bada. La maggior parte (7.185 app) è a pagamento, 4565 app, tuttavia, sono gratuite. In termini percentuali, il 61% è pagato, il 39% è gratuito.
È stato scoperto nel febbraio 2011 che più di 2 milioni di applicazioni televisive sono state scaricate. Il numero di download è quintuplicato per raggiungere 10 milioni in ottobre 2011, con 1000 applicazioni disponibili. Il numero di download è aumentato di cinque volte fino a raggiungere 10 milioni nell'ottobre 2011. Col rilascio della versione 4.5.01.7. ha anche ricevuto un nuovo design in stile One UI.
A partire dalla versione 4.5.10.5 rilasciata a dicembre 2019, viene introdotto il supporto alla modalità scura, i colori del logo sono stati modificati e diverse sezioni dell’interfaccia sono state riposizionate, evidenziando il passaggio da One UI 1.0 a 2.0.

## Descrizione
Grazie all'integrazione con S Suggest (è una sorta di applicazionone / widget che ti suggerisce delle App sia dal Play store che dal Samsung Galaxy Store), Samsung Galaxy Store era in grado di consigliare le applicazioni sia da Samsung Galaxy Store e Google Play Store. Aveva bisogno del software Samsung Kies per poter accedere dal proprio computer.
Il 70% dei proventi acquisti di applicazioni, al netto di IVA e di tutte le tasse di transazione (più del 90% per alcuni metodi di pagamento), sono trasmessi al corrispondente sviluppatore, con un ritardo variabile (fino a 6 mesi per alcuni metodi di pagamento). Il restante 30% dei proventi vengono poi distribuiti tra le imprese coinvolte e Samsung Galaxy Apps.

### Galaxy Store
Galaxy Store è disponibile dal 2009 per alcuni dispositivi prodotti da Samsung, esso raccoglie più di 13.000 applicazioni scaricabili su terminali, Tizen (precedentemente Bada) e Android; anche se circa il 90% degli elementi scaricabili era ottimizzato per cellulari Bada.

### Sicurezza
A differenza di altri negozi di applicazioni Android, Samsung Galaxy Store convalida tutte le applicazioni di terze parti per malware e contenuti nocivi prima di renderli disponibili per il download o l'acquisto attraverso il negozio. Questo processo di convalida include la verifica dei permessi di installazione.

## Compatibilità
Sono supportati:
- tutti gli smartphone Android della serie Galaxy;
- tutti i tablet Galaxy con Android;
- tutti i Samsung Gear (Tizen).

Era supportato per:
- tutti gli smartphone della serie Wave con sistema operativo Samsung Bada.

## Le principali applicazioni Samsung disponibili
Le applicazioni disponibili potrebbero variare da un dispositivo all'altro. Le principali applicazioni disponibili sono:
- Assistenza Dispositivo
- Samsung Galleria
- Samsung Music
- Samsung Video Library
- Samsung Archivio
- Samsung Voice Recorder
- Samsung Calcolatrice
- Samsung Smart Switch
- Samsung Smart View
- Samsung SmartThings
- Samsung Internet Browser
- Samsung Internet Browser Beta
- Samsung Calendario
- Samsung Orologio
- Samsung Flow
- Samsung Members
- S Voice
- Samsung Health
- Samsung Level
- Galaxy Wearable (Samsung Gear)
- Samsung Smart Home
- Samsung Gear Fit Manager
- Samsung Secure Folder
- Samsung Smart Tutor
- Samsung Activity Tracker
- Samsung Plus Mobile
- Samsung Audio Remote
- Samsung Email
- Samsung PC Help
- Samsung Family Hub
- Samsung TV Plus
- Game Launcher
- Charm by Samsung
- Galaxy View Remote
- SideSync
- Sound Assistant
- PENUP

## Disponibilità
Il negozio è stato avviato a settembre 2009 nel Regno Unito, in Francia, in Italia e in Germania. Il negozio è ora disponibile in oltre 125 paesi. La selezione delle applicazioni disponibili varia da paese a paese.
| Regione                           | Paese |
| --------------------------------- | --- |
| Europa                            | Albania, Austria, Belgio, Bosnia e Erzegovina, Bulgaria, Croazia, Cipro, Repubblica Ceca, Danimarca, Estonia, Finlandia, Francia, Georgia, Germania, Grecia, Ungheria, Islanda, Irlanda, Italia, Lettonia, Lituania, Lussemburgo, Macedonia, Malta, Montenegro, Paesi Bassi, Norvegia, Polonia, Portogallo, Regno Unito, Romania, Serbia, Slovacchia, Slovenia, Spagna, Svezia, Svizzera, Turchia, Ucraina |
| Comunità degli Stati Indipendenti | Armenia, Azerbaigian, Bielorussia, Kazakistan, Kirghizistan, Moldavia, Mongolia, Russia, Tagikistan, Turkmenistan, Uzbekistan |
| Asia Pacifica                     | Australia, Bangladesh, Birmania, Cambogia, Cina, Corea, Filippine, Giappone, Hong Kong, India, Indonesia, Laos, Macao, Malesia, Nepal, Nuova Zelanda, Singapore, Sri Lanka, Taiwan, Thailandia, Vietnam |
| America                           | Argentina, Bolivia, Brasile, Canada, Cile, Colombia, Costa Rica, Repubblica Dominicana, Ecuador, El Salvador, Guatemala, Honduras, Giamaica, Messico, Nicaragua, Panama, Paraguay, Perù, Porto Rico, Trinidad e Tobago, Stati Uniti, Uruguay, Venezuela |
| Medio Oriente e Africa            | Afghanistan, Algeria, Angola, Arabia Saudita, Bahrein, Botswana, Camerun, Congo, Congo-Kinshasa, Costa d'Avorio, Egitto, Emirati Arabi Uniti, Ghana, Giordania, Iran, Iraq, Israele, Kenya, Kuwait, Libano, Libia, Marocco, Mauritius, Mozambico, Namibia, Nigeria, Oman, Pakistan, Qatar, Senegal, Siria, Sudafrica, Sudan, Tanzania, Tunisia, Uganda, Yemen                                              |